# Acridocarpus vanderystii
Acridocarpus vanderystii är en tvåhjärtbladig växtart som beskrevs av Rudolf Wilczek. Acridocarpus vanderystii ingår i släktet Acridocarpus och familjen Malpighiaceae. Inga underarter finns listade i Catalogue of Life.